# Jean Grande Román
Jean Grande Román (en espagnol : Juan Grande Román), né le 6 mars 1546 à Carmona et mort le 3 juin 1600 à Jerez de la Frontera, est un saint laïc espagnol attaché à l'ordre hospitalier de Saint-Jean-de-Dieu, fondateur d'hôpitaux pour les pauvres, canonisé en 1996 par le pape Jean-Paul II.

## Biographie
Jean Grande Román naquit à Carmona en 1546. Il fut baptisé à l'église de San Pedro à Carmona le 15 mars 1546. Il reçut une éducation chrétienne avant d'aller apprendre le tissage à Séville, et de pratiquer, dans sa ville natale, le commerce du tissu. 
Toutefois, ses aspirations spirituelles le poussèrent à se retirer du monde, dans l'ermitage de Santa Olalla. Là, il prit un habit religieux et se fit appeler Juan Pecador (Jean le pécheur). C'est là qu'il trouva sa vocation : venir en aide aux pauvres, et aux malades incurables. Lors d'une épidémie, il fonda un hôpital dédié à la Vierge Marie.
C'est alors qu'il rejoignit les Frères de la Charité, fondés par saint Jean de Dieu à Grenade et qu'il s'inspira de leur travail pour aller effectuer plusieurs autres fondations.
En 1600, lors d'une épidémie de peste, il se dépensa pour apporter ses soins aux malades, et fut à son tour contaminé. Il mourut le 3 juin.
Il est le patron de la ville de Jerez de la Frontera. Ses reliques reposent dans l'hôpital qui porte son nom.

## Béatification, canonisation et fête
- Il est béatifié le 13 novembre 1853 à Rome par le Pape Pie IX,
- et canonisé le 2 juin 1996 à Rome par Jean-Paul II.
- Il est fêté le 3 juin.

## Sources
- Osservatore Romano, 1996, no 23, p. 1-5
- Documentation catholique, 1996, no 13, p. 603-605